# Haut-Vully
Haut-Vully is een voormalige gemeente en plaats in het Zwitserse kanton Fribourg, en maakt deel uit van het district See/Lac.
Haut-Vully telt 1.375 inwoners.
De gemeente Haut-Vully is per 1 januari 2016 met Bas-Vully opgegaan in Mont-Vully.

## Geboren
- Louis Agassiz (1807-1873), dierkundige, geoloog en paleontoloog